# Czerwony Ratusz w Szczecinie
Czerwony Ratusz w Szczecinie, dawny ratusz miejski, zwany też Nowym (niem. „Neues Rathaus”). Znajduje się przy pl. Batorego.

## Historia
Wmurowanie kamienia węgielnego pod budowlę miało miejsce 2 listopada 1875 r., choć budowa Ratusza przewidziana została przez władze miejskie już w 1856 r. Prace budowlane zostały zakończone 10 stycznia 1879 r. Projekt ratusza wykonał szczeciński radca Konrad Kruhl. Nowy Ratusz nawiązał swoją formą do rozwiniętej fazy nurtu gotyckiego.
Położona na skarpie, zwieńczona licznymi sterczynami budowla została wzniesiona na planie prostokąta z dwoma ryzalitami na narożach i w środku od strony pl. S. Batorego. Zaprojektowany od strony elewacji wschodniej taras i dwubiegowe schody miały na celu podkreślenie funkcji reprezentacyjnych gmachu. Od strony zachodniej fasada uzyskała równie okazały charakter. Wejście poprzedzono arkadowym portykiem, zdobionym rzeźbami figuralnymi. Znajdujące się we wnękach nad filarami alegoryczne postacie symbolizują „Przemysł”, „Rolnictwo”, „Żeglarstwo” i „Wiedzę” – czyli cztery źródła potęgi Szczecina. Rzeźby (każda o wysokości 120 cm) zostały wykonane przez Emila Steinera w roku 1869.
Fasada budynku jest zdobiona m.in. balkonami, wieżyczkami oraz herbami Szczecina z wicią akantu znajdującymi się w zwieńczeniu otworów okiennych. Podczas adaptacji strychu na mieszkania w 1939 r. ostre sterczyny wieńczące niegdyś lizeny ścian zewnętrznych zastąpione zostały przez niewysokie słupki. Pomimo tego budowla zachowała swój lekki i wysmukły charakter.
Do wnętrza ratusza prowadzi klatka schodowa zdobiona tralkami w formie ażurowych, ostrołukowych arkadek. Korytarz i sala kawiarniana mają sklepienie krzyżowo-żebrowe. We wnętrzu klatki schodowej znajduje się herb Szczecina z 1660 r. przeniesiony ze starego ratusza i wmurowany w ścianę. Zarząd Miasta mieścił się tutaj do roku 1945.
Zniszczony w wyniku podpalenia w końcowym etapie II wojny światowej, gmach ratusza został odbudowany w latach sześćdziesiątych XX wieku.
Obecnie znajdują się w nim biura instytucji państwowych tj.: Urząd Morski, który zarządza budynkiem, Urząd Żeglugi Śródlądowej, Izba Morska przy Sądzie Wojewódzkim, Samorządowe Kolegium Odwoławcze i inne. W dolnej części gmachu mieści się m.in. Business Club. W latach 2008–2014 wszystkie elewacje budynku zostały poddane renowacji. W roku 2015 wyremontowano też główny hol z klatką schodową.

## Galeria

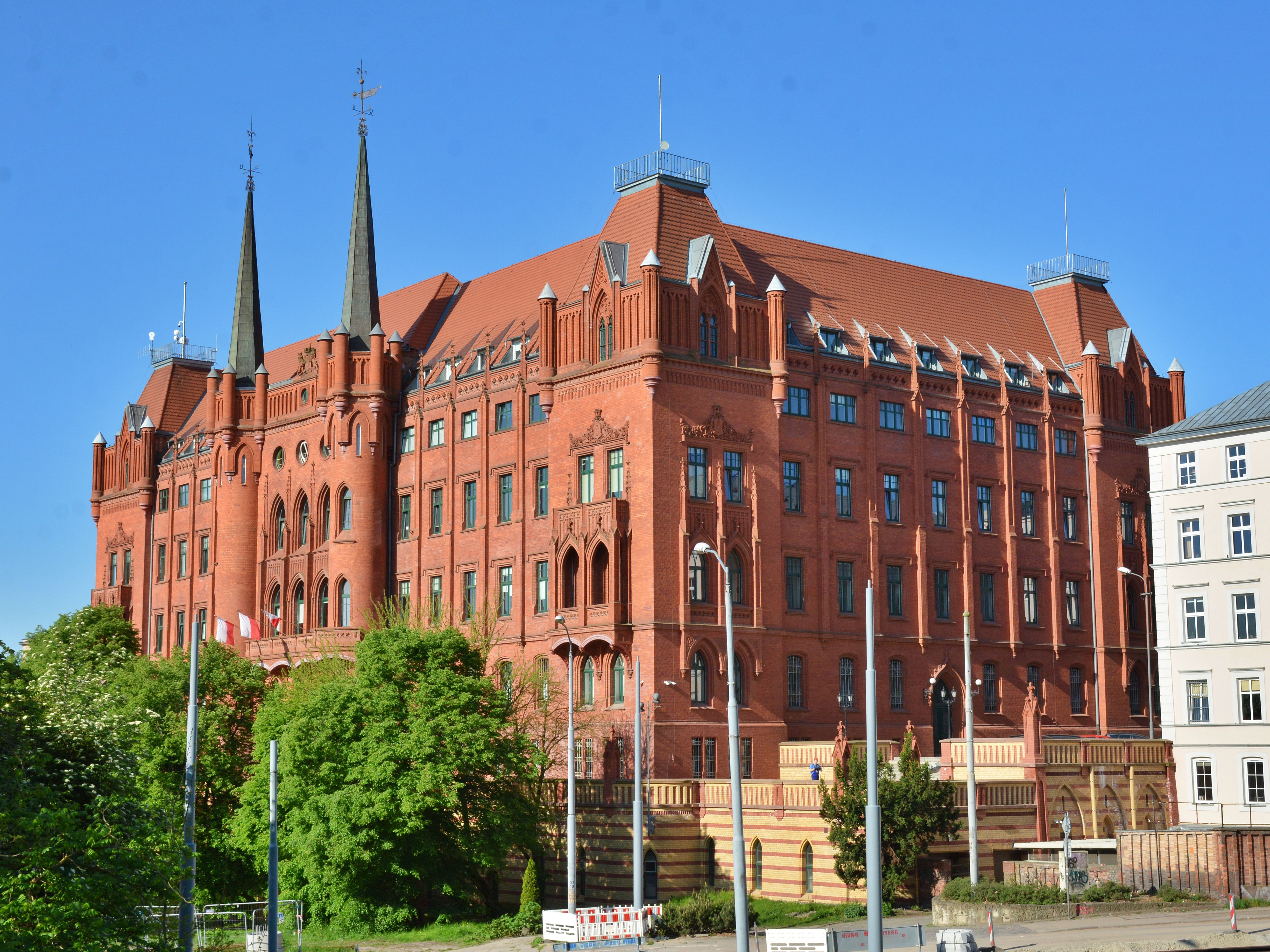
Widok na ratusz od strony północno-wschodniej
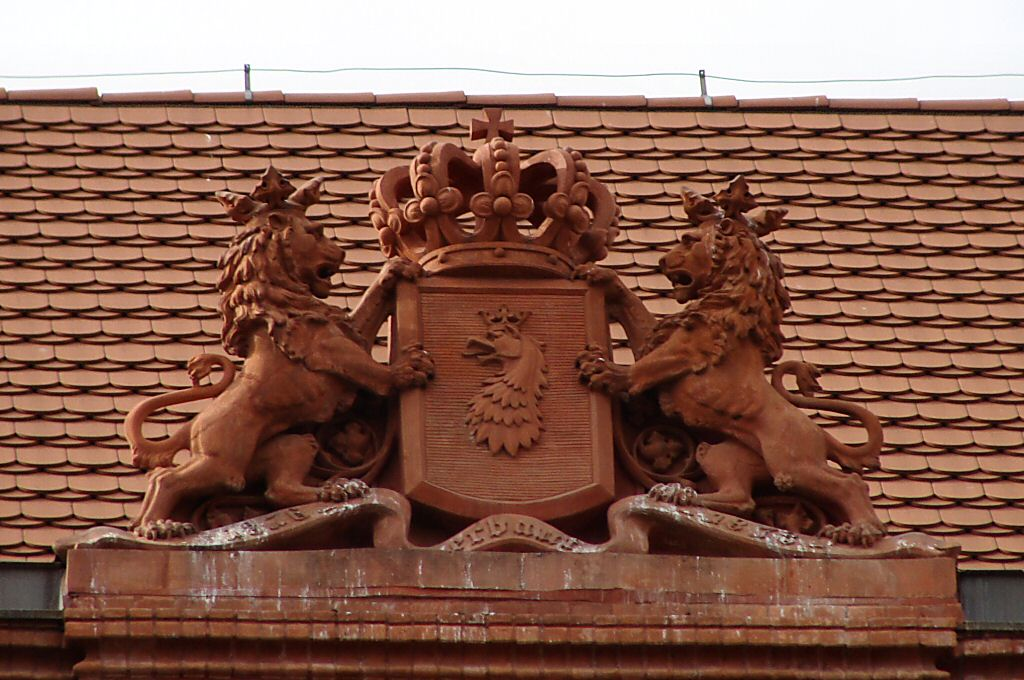
Herb miasta na szczycie elewacji wschodniej
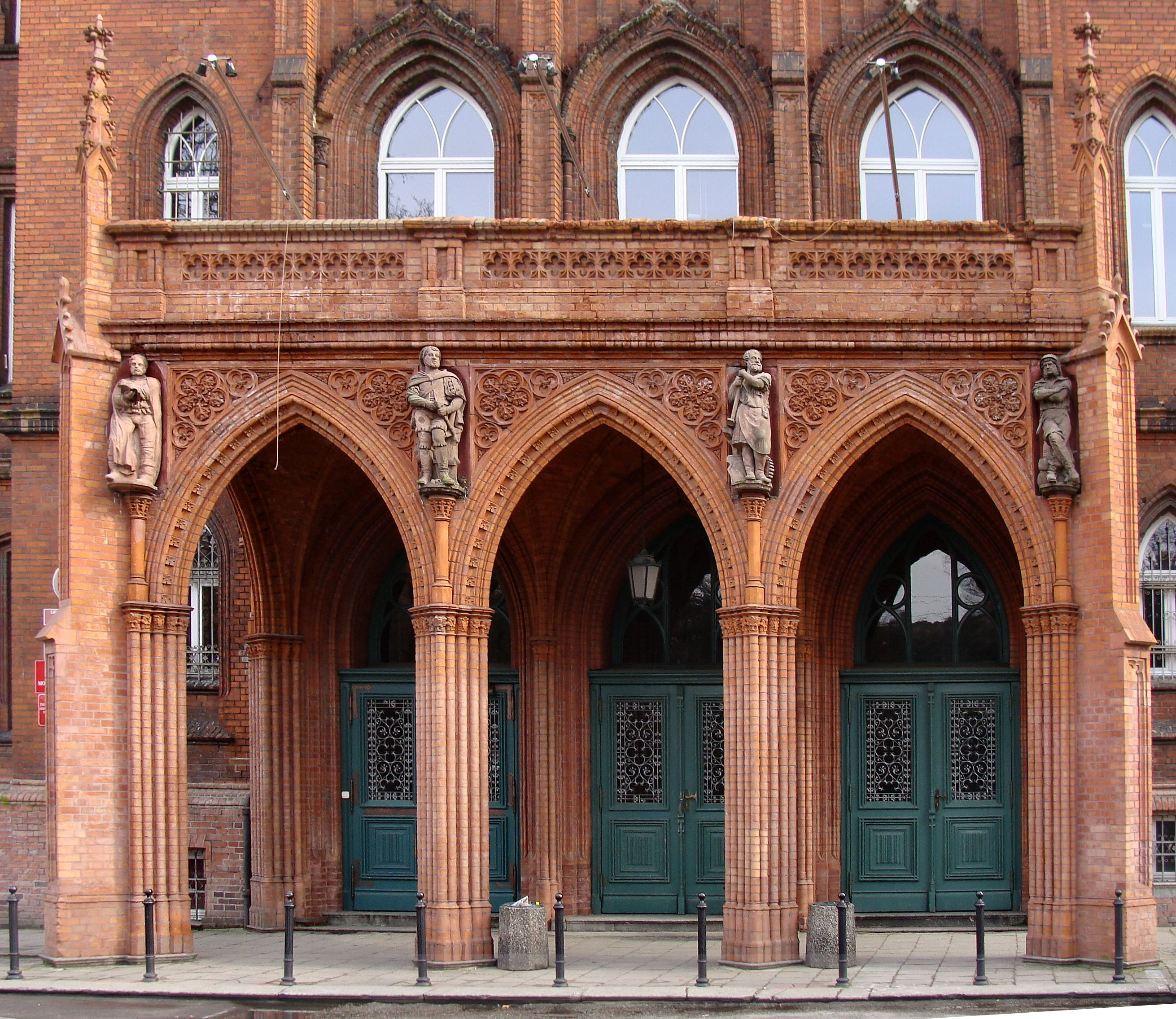
Wejście do Ratusza od strony zachodniej
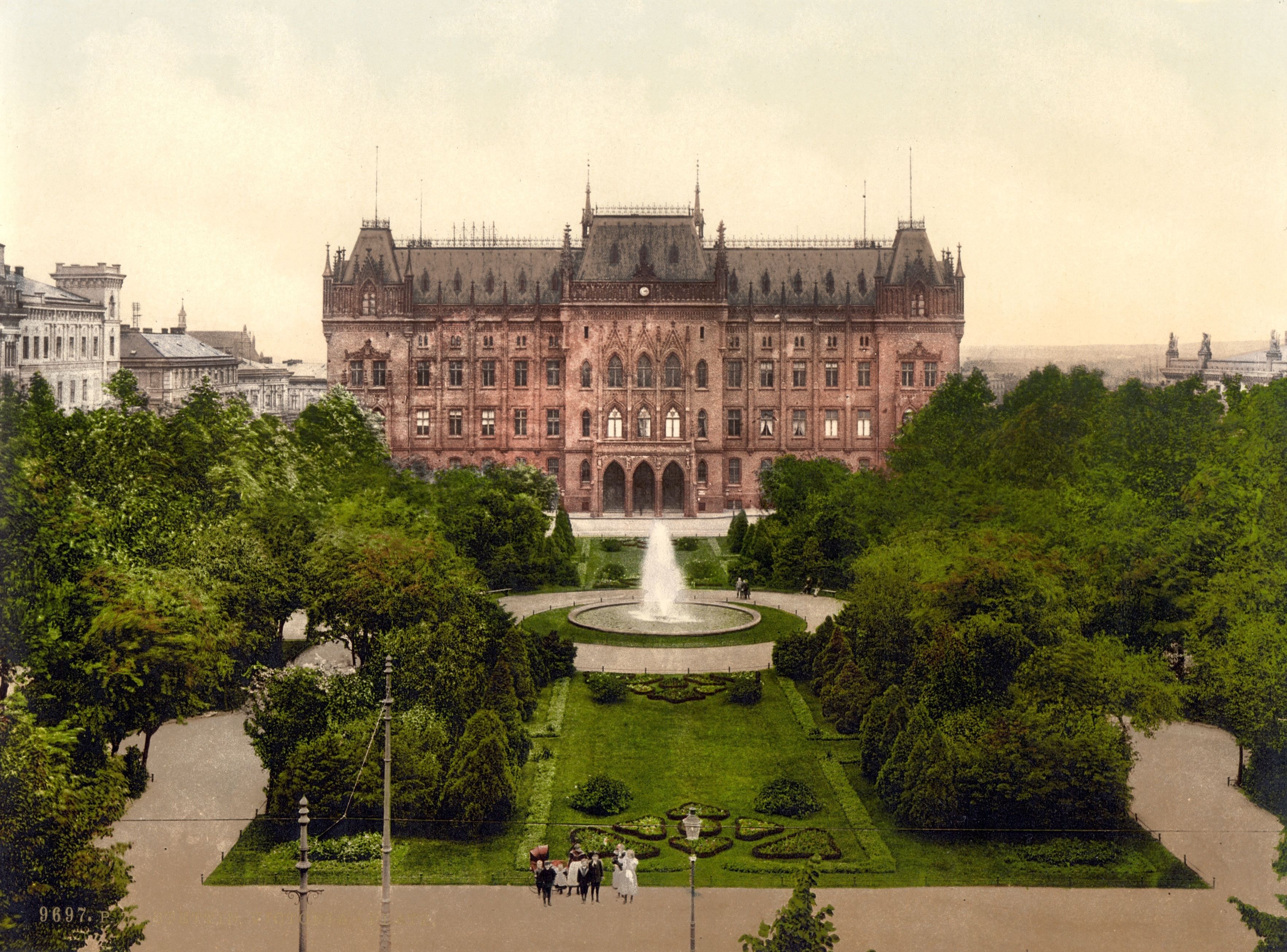
Fotografia z ostatniej dekady XIX w.
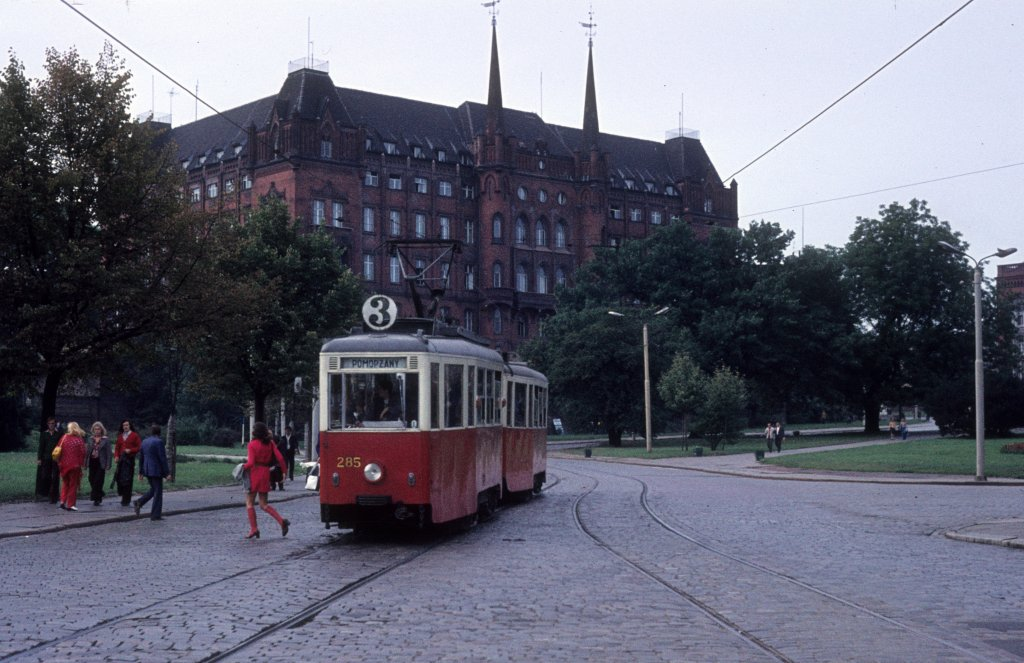
Czerwony Ratusz w 1975 roku